# Фриден, Таня
Та́ня Фри́ден (нем. Tanja Frieden; 6 февраля 1976, Берн) — швейцарская сноубордистка, чемпионка Олимпийских игр.

## Карьера
На Олимпийских играх в Турине Таня Фриден выиграла золотую медаль в дисциплине сноуборд-кросс и стала первой в истории Игр чемпионкой в бордеркроссе.
Из-за травмы была вынуждена завершить карьеру за три недели до Олимпиады в Ванкувере.